# Rete Alfa
Rete Alfa era un'emittente radiofonica della città di Ferrara e della sua provincia.

## Storia
È stata fondata nel 1977 a Ferrara.
Il target cui si rivolgeva Rete Alfa era quello di un pubblico giovane-adulto, trasmettendo informazioni locali con il giornale radio, proponendo musica che spazia da quella contemporanea a quella del passato e trasmettendo la radiocronaca delle principali squadre sportive cittadine quali la SPAL per il calcio e il Basket Club Ferrara per la pallacanestro.
Rete Alfa ha chiuso le trasmissioni in FM sulle frequenze 91.2 (Ferrara città), 101.2 (Ferrara provincia Est) e 97.1 (Lidi di Comacchio) MHz il 31 dicembre 2015 ed è proseguita solo per un breve periodo in streaming come webradio.

## Programmi
Questi erano i principali programmi dell'emittente:
- Alfa News: il giornale radio, in onda tutti i giorni all'inizio di ogni ora;
- Alfa Today: il mattino in diretta con notizie ed intrattenimento, con ospiti in studio o al telefono;
- Alfratelli d'Italia: un'ora di musica esclusivamente italiana;
- All Night Long: programma con i più grandi successi di tutti i tempi;
- FM Italia: classifica degli album più venduti in Italia;
- L'Agenda di Rete Alfa: gli eventi a Ferrara e dintorni;
- Music Box: programma con canzoni richieste dagli ascoltatori;
- Sportline: lo sport in diretta con le radiocronache delle partite della SPAL e del Basket Club.